# デュベル・モルトガット
デュベル・モルトガット(Duvel Moortgat)はベルギーのビール醸造メーカーのひとつ。同社の中心となる醸造所の名称でもある。創業者であるモルトガット一族によって経営されている。
ベルギーのビール醸造会社の中でも有数の企業規模で、主力銘柄デュベルやマレッツなどエールタイプのビールの醸造で知られる。
デュベルとはこの地方の方言で「悪魔」を意味する。

## 背景
デュベル社の前身となるモルトガット醸造所は、1871年にヤン・レオナルド・モルトガット(Jan-Leonard Moortgat)により、ベルギー北部のブレーンドンク村に設立される。
ビール醸造には2人の息子も加わり、ヤンの亡き後は2人のうちアルバート(Albert)が醸造を、ビクター(Victor)が流通販売を担当し事業を受け継いだ。
1918年、アルバートはビールの醸造技術を求めイギリスに渡り、探索の末、スコットランドにて理想としたビール酵母を手に入れ帰郷。英国風エールの醸造を始めこれをビクトリーエールと名付けたが、1923年友人の発言に着想を得てデュベルに改名した。デュベルはその後、徐々に生産割合を増しモルトガット醸造所の主力銘柄となっていった。
1930年、ピルスナースタイルの銘柄ベル・ピルスの生産を開始。
1945年に新しいエクスポートビールの生産を開始。醸造所周辺のパブなどで販売され、1965年にヴェデットの名称に変更される。
1962年、マレッツ修道院から委託をうけ、マレッツの生産を開始。
1970年にデュベルの輸出を開始。まずオランダを手始めとし、その後世界へと販路を広げた。
1989年から、同じベルギーの醸造会社であるパームと共同でステンドンクを発売。
1990年代には、ベルギーでも有数のビール企業に成長しており、1999年にブリュッセル証券取引所で株式上場している。

## 製品

### デュベル
当初は第一次世界大戦の終了にちなんでビクトリーエールという名称だったが、友人の靴屋ヴァン・デ・ワウワーがこれを飲み「まさに悪魔だ(nen echten duvel)」と評したのに着想を得て、デュベルと改名した。
以降、社名に冠されるモルトガットの主力銘柄として、1918年にアルバートが入手した酵母を純粋培養して生産され続けている。瓶詰め後、摂氏24度の温かい貯蔵庫で10日間貯蔵し、さらに摂氏5度～6度の冷貯蔵庫に6週間寝かされ、約2ヶ月の二次発酵期間を経てから出荷されている。
ベルギービールの紹介で知られるマイケル・ジャクソンは自著の中で、金色のゴールデンエールの中でも高アルコールのストロング・ゴールデンエールと分類している。
アルコール度は8.5%で液色は淡い金色。ラベル・王冠のデザインは白地に赤くDuvelの文字が描かれている。
きめが細かく腰の強い泡立ちで、芳醇な薫りをもち、ドライながら甘みのある強いボディをもつ。
ラベルや文字色が緑のデュベル（通称デュベルグリーン）もあり、モルトガット醸造所周辺のパブ向けに生産・販売されている。アルコール度が7.5%と、普通のデュベルより1%度数が低くなっている。
また、年ごとの限定でトリプルホップも醸造・販売されている。通常のデュベルに使用されるザーツ、スティリアン・ゴールディングに加え、もう一種類のホップを使用しドライホッピングを行っている。
2012年はシトラ、2013年はソラチエース、2014年はモザイクが使用されている。

### マレッツ
1963年より、マレッツ修道院からレシピの委託を受けて生産している修道院（アビイ）ビール。
マレッツブロンド、マレッツブラウン、マレッツトリペルの3銘柄がある。
マレッツブロンド (Maredsous Blonde)
アルコール度6%。液色は金から琥珀色。
マレッツブラウン (Maredsous Brune)
アルコール度8%。液色は濃い赤褐色。
マレッツトリペル (Maredsous Tripel)
アルコール度10%。液色は琥珀色。

### その他銘柄
ベル・ピルス (Bel Pils)
アルコール度5.3%。ピルスナースタイル。
ステンドンク(Steendonk)
アルコール度4.8%。パーム社と共同出資し開発したブラバント地方の伝統的な白ビール。製造・販売はパーム醸造所で行われている。
ヴェデット(Vedett)
1945年に誕生した銘柄だが、2003年からは都市部の若者をターゲットとし高級ラガービールとしてバーやカフェで販売されている。客の顔写真を裏ラベルに使用するユニークなデザインをしており、採用された顔写真1種につき1万本が製作される。ヴェデットの公式ホームページでは顔写真のアップロードも受け付けている。
ヴェデット・エクストラ ホワイト(Vedett Extra White)
アルコール度4.7%。2008年から製造開始された白ビール。
8月27日、日本の小西酒造がヒューガルデン・ホワイトに代わる主力輸入商品として日本での販売を発表している。

## 参照
1. ↑  “「ヒューガルデン」を超える!? - ベルギービールの新ブランド、遂に発売 | ライフ | マイコミジャーナル” (Japanese).   マイコミジャーナル (2008年8月28日). 2008年12月7日閲覧。